# Amtsstraße 1 (Dargun)

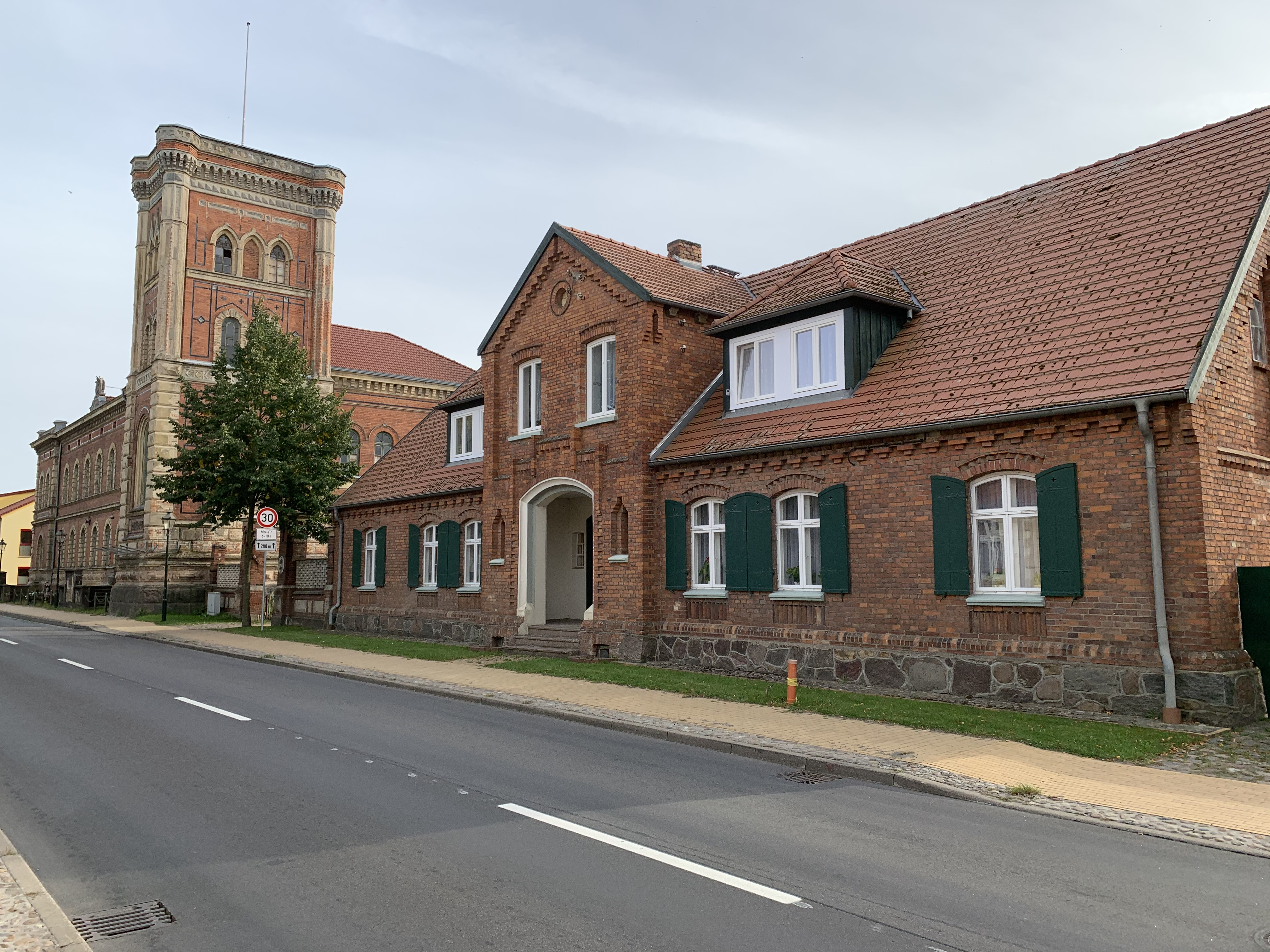
Amtsstraße 1 und Landdrostei Dargun

Das Wohn- und Geschäftshaus Amtsstraße 1 in Dargun (Mecklenburg-Vorpommern) beim Markt und an der B 110 stammt von 1864.
Das Gebäude steht unter Denkmalschutz.

## Geschichte
In der Gründerzeit wurde im letzten Drittel des 19. Jahrhunderts das eingeschossige verklinkerte historisierende Haus mit dem zweigeschossigen mittigen Giebelrisalit mit dem Portal gebaut. Hier wohnte der Gerichts- und der Polizeidiener. Es gehörte als Amtspförtnerhaus ursprünglich zur Landdrostei Dargun und diente dem dort angesiedelten Amtsgericht als Gefängnis mit vier Doppel- und acht Einzelzellen.  Westlich vom Gebäude liegt der Klostersee. Heute befindet sich in dem im Rahmen der Städtebauförderung in den 1990er Jahren sanierten Haus u. a. eine Praxis.